# Los Corrales
Los Corrales er en by og kommune i det sydlige Spanien i provinsen Sevilla. Den har et indbyggertal på 3.970 (2024) indbyggere.